# Большая (річка, Охотське море)
Большая (вище гирла р. Плотнікова — Бистрая) — річка на південному заході півострова Камчатка в Росії.

## Характеристика
Довжина річки — 275 км. Площа її водозбірного басейну — 10 800 км². Бере початок у Ганальському хребті, протікає по території Єлізовського і Усть-Большерецького районів Камчатського краю вздовж південних відрогів Серединного хребта. Впадає в Охотське море.
Середньорічна витрата води — 123 м³/с. Річка має 227 приток довжиною менше 10 км. Середня швидкість течії становить 0,5—2 м/с, а глибина 1-3 м, у верхній течії — 0,8—2 м. Ширина русла — 50-100 м в нижній течії і 20-40 м у верхів'ях. У багатьох місцях по річці спостерігаються виходи теплих ключів і мінеральних джерел. Судноплавна в нижній течії.

## Значення

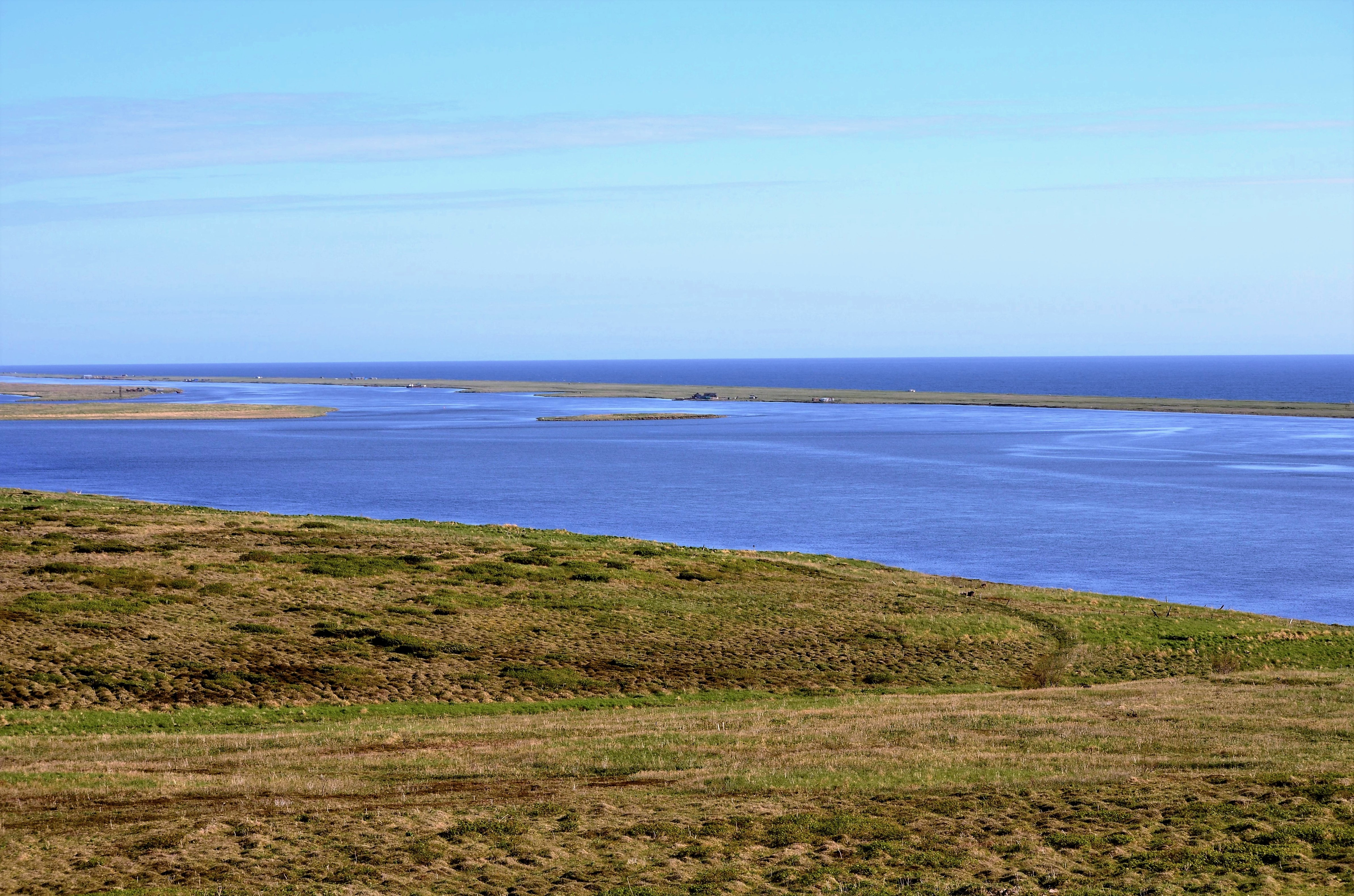
Річка Большая (Велика). Камчатський край.

Річка має важливе значення, як місце розмноження західно-камчатських лососевих риб. Нереститися в цю річку заходять більше 40 тис. особин чавичі, 300 тис. — нерки, до 20 млн — горбуші, понад 100 тис. особин кижуча. Також зустрічається тут багато інших видів: прохідний голець, харіус, житлова микижа і кунджа, камчатська сьомга (прохідний вид микижі).
На річці є ділянки придатні для організації човнового туризму, такі як ділянки від села Малка до лиману річки Большої, де менше нерестовищ риб, крім горбуші і чавичі. Найкращий час для лову чавичі — початок травня-середина липня. У другій половині серпня риби стає менше, так як вона йде на нерест. Для лову кижуча найкращий час — середина серпня-кінець вересня, на нижній течії і жовтень. Тут також можливий вилов інших видів лососевих.
В нижній течії річки з кінця липня до початку вересня йде масова міграція прохідного гольця.
Микижа (райдужна форель) є об'єктом спортивного лову, найбільші екземпляри якої можна зловити тільки на Камчатці, за що її прозвали «королевою Камчатки». В кінці літа-на початку осені в нижній течії річки багато харіуса, якого теж активно виловлюють. Також в річці досить численна хижа риба кунджа, вилов якої представляє спортивний інтерес.
В долині річки Велика знаходиться родовище Малкинських мінеральних вод.

## Дані водного реєстру
За даними державного водного реєстру Росії і геоінформаційної системи водогосподарського районування території РФ, підготовленої Федеральним агентством водних ресурсів:
- Басейновий округ — Анадиро-Колимський
- Річковий басейн — Річки Камчатки басейну Охотського моря (до Пенжини)
- Річковий підбасейн — відсутній
- Водогосподарська ділянка — Басейни річок Охотського моря півострова Камчатка південніше від південної межі басейну річки Тигіль
- Код водного об'єкта — 19080000212120000025788

### Притоки (км від гирла)
- 48 км: річка Начилова (пр)
- 58 км: річка Плотнікова (лв)
- 58 км: річка Гольцовка (лв)